# Oria fugitiva
Oria fugitiva là một loài ruồi trong họ Tachinidae.